# Boldva megállóhely
Boldva megállóhely egy Borsod-Abaúj-Zemplén vármegyei vasúti megállóhely, Boldva településen, a MÁV üzemeltet. A belterület északi részén helyezkedik el, közúti elérését a 2617-es útból kiágazó 26 317-es számú mellékút teszi lehetővé.

## Története
A MÁV 2017. évben Önkormányzati Együttműködési Megállapodást kötött a boldvai önkormányzattal. 2020-ban a felvételi épületet lebontották, majd a területét rendezték, parkosították, az utasok részére padokat helyeztek ki.  A megállóhely vonattalálkozásra nem alkalmas, jegypénztár nélküli, nincs jegykiadás.

## Vasútvonalak
A megállóhelyet az alábbi vasútvonalak érintik:
- Sajóecseg–Hídvégardó-vasútvonal

## Kapcsolódó állomások
A megállóhelyhez az alábbi állomások vannak a legközelebb:
- Alsóboldva megállóhely (Sajóecseg–Hídvégardó-vasútvonal)
- Borsodszirák megállóhely (Sajóecseg–Hídvégardó-vasútvonal)

## Forgalom
| Járat        | Útvonal | Gyakoriság |
| ------------ | --- | ---------- |
| személyvonat | Miskolc-Tiszai – Miskolc-Gömöri – Szirmabesenyő – Sajókeresztúr – Sajóecseg – Alsóboldva – Boldva – Borsodszirák – Edelény alsó – Edelény – Szendrőlád (– Büdöskútpuszta) – Szendrő – Szendrő felső – Szalonna – Perkupa – Jósvafő-Aggtelek – Bódvaszilas – Komjáti – Tornanádaska | 2 óránként |